# Mistrzostwa Europy w Judo 1960
9. Mistrzostwa Europy w Judo odbyły się w dniach 13–15 maja 1960 roku w Amsterdamie.

## Klasyfikacja medalowa
| Miejsce | Państwo        |   |   |    | Razem |
| ------- | -------------- | - | - | -- | ----- |
| 1       | Holandia       | 3 | 2 | 3  | 8     |
| 2       | Francja        | 2 | 3 | 0  | 5     |
| 3       | RFN            | 2 | 1 | 2  | 5     |
| 4       | Belgia         | 2 | 0 | 2  | 4     |
| 5       | Włochy         | 0 | 3 | 0  | 3     |
| 6       | Jugosławia     | 0 | 0 | 1  | 1     |
| 7       | Czechosłowacja | 0 | 0 | 1  | 1     |
| 8       | Austria        | 0 | 0 | 1  | 1     |
| Razem   | Razem          | 9 | 9 | 10 | 28    |

## Medaliści

### Mężczyźni
| Konkurencja: | Złoto:                                                                                              | Srebro:                                                                                         | Brąz: |
| −68kg        | Matthias Schießleder                                                                                | Johann Goor                                                                                     | Coos Bonte |
| −80kg        | Heinrich Metzler                                                                                    | Hein Essink                                                                                     | Henny van Tergouw |
| ponad 80kg   | Anton Geesink                                                                                       | Nicola Tempesta                                                                                 | Jindřich Kadera |
| Open         | Anton Geesink                                                                                       | Nicola Tempesta                                                                                 | Stojan Stojaković |
| −1 dan       | Michel Franceschi                                                                                   | Jacques le Berré                                                                                | Iwijne Perdaens |
| −2 dan       | Jean-Pierre Dessailly                                                                               | Alphonse Lemoine                                                                                | Horst Hein |
| −3 dan       | Theodor Guldemont                                                                                   | Nicola Tempesta                                                                                 | Gerhard Alpers |
| −4 dan       | Daniel Outelet                                                                                      | Tony Wagenaar                                                                                   | Hein Essink |
| Drużynowo    | Willem Dadema · Hein Essink · Geurt van den Dolewaard · Anton Geesink · Theo van Ierland · Holandia | Lionel Grossain · Jacques le Berré · Marcel Nottola · Michel Rabut · Mathieu Vallauri · Francja | Walter Gauhs · Josef Herzog · Leopold Körner · Paul Kunisch · Ernst Stögmüller · Austria · Pierre Brouha · Marcel Clause · Theodor Guldemont · Daniel Outelet · Norman Steenhuyzen · Belgia |